# Johann Ulrich Schiess (Unternehmer)
Johann Ulrich Schiess (* 12. September 1807 in Herisau; † 11. Dezember 1868 in Herisau; heimatberechtigt in Herisau) war ein Schweizer Textilunternehmer, Gemeindepräsident und Mitglied des Kleinen Rats aus dem Kanton Appenzell Ausserrhoden.

## Leben
Johann Ulrich Schiess war ein Sohn von Johannes Schiess und Schwager von Johannes Roth. Im Jahr 1828 heiratete er Johanna Barbara Nef, Tochter von Johann Jakob Nef.
Er besuchte Privatschulen in Herisau und Hofwil. Anschliessend absolvierte er eine kaufmännische Ausbildung im väterlichen Betrieb und in Manchester. 1827 trat er in die väterliche Handelsfirma ein und übernahm sie später. Er konzentrierte sich auf den Grosshandel mit Garnen. Schiess war der reichste Bürger Herisaus und tätigte namhafte Vergabungen zugunsten der Gemeinde. 1863 gab er das Geschäft mangels Nachfolger auf.
Schiess war von 1837 bis 1840 Gemeinderat von Herisau. Ab 1840 bis 1842 amtierte er als Gemeindehauptmann. Von 1842 bis 1848 sowie von 1851 bis 1852 hatte er das Amt als Ausserrhoder Landesseckelmeister inne. In den Jahren 1852 und 1853 war er Landesstatthalter. Von 1850 bis 1851 sowie ab 1856 bis 1859 sass er im zweifachen Landrat. Von 1859 bis 1862 amtierte er als Grossrat. Von 1842 bis 1863 war er Salzfondverwalter.